# فست گرین اف سی اف
فست گرین اف سی اف (به انگلیسی: Fast Green FCF) با فرمول شیمیایی C37H37N2O10S3+ یک ترکیب شیمیایی با شناسه پاب‌کم 6398 است. که جرم مولی آن ۷۶۵٫۸۹ گرم بر مول می‌باشد. 